# Susanne Raab
Susanne Raab (nascida Knasmüller, em 1984) é uma política austríaca do Partido Popular (ÖVP), e tem vindo a servir como Ministra da Integração (desde 2020) e, como Ministra da Mulher, Família e Juventude (desde 2021) no governo do chanceler Sebastian Kurz.